# Lijst van Nederlandse deelnemers aan de Olympische Winterspelen van 2002
Dit is een lijst van Nederlandse deelnemers aan de Winterspelen van 2002 in Salt Lake City.
| Olympiër                | Sport       | Onderdeel                         | Ervaring  |
| ----------------------- | ----------- | --------------------------------- | --------- |
| Timothy Beck            | bobsleeën   | viermansbob                       | debutant  |
| Jan Bos                 | schaatsen   | 500 meter 1000 meter 1500 meter   | 2e Spelen |
| Ilse Broeders           | bobsleeën   | tweemansbob                       | debutant  |
| Arnold van Calker       | bobsleeën   | viermansbob                       | debutant  |
| Arend Glas              | bobsleeën   | tweemansbob viermansbob           | debutant  |
| Renate Groenewold       | schaatsen   | 1500 meter 3000 meter             | debutant  |
| Bob de Jong             | schaatsen   | 5000 meter 10000 meter            | 2e Spelen |
| Tonny de Jong           | schaatsen   | 1500 meter 3000 meter 5000 meter  | 3e Spelen |
| Cees Juffermans         | shorttrack  | 500 meter 1000 meter 1500 meter   | debutant  |
| Eline Jurg              | bobsleeën   | tweemansbob                       | debutant  |
| Nannet Kiemel-Karenbeld | bobsleeën   | tweemansbob                       | debutant  |
| Andrea Nuyt             | schaatsen   | 500 meter 1000 meter              | 2e Spelen |
| Jeannette Pennings      | bobsleeën   | tweemansbob                       | debutant  |
| Ids Postma              | schaatsen   | 500 meter 1000 meter 1500 meter   | 2e Spelen |
| Rintje Ritsma           | schaatsen   | 1500 meter                        | 4e Spelen |
| Gianni Romme            | schaatsen   | 10000 meter                       | 2e Spelen |
| Nicolien Sauerbreij     | snowboarden | parallel reuzenslalom             | debutant  |
| Gretha Smit             | schaatsen   | 3000 meter 5000 meter             | debutant  |
| Annamarie Thomas        | schaatsen   | 1000 meter 1500 meter             | 3e Spelen |
| Marianne Timmer         | schaatsen   | 500 meter 1000 meter 1500 meter   | 2e Spelen |
| Jochem Uytdehaage       | schaatsen   | 1500 meter 5000 meter 10000 meter | debutant  |
| Gerard van Velde        | schaatsen   | 500 meter 1000 meter              | 3e Spelen |
| Carl Verheijen          | schaatsen   | 5000 meter                        | debutant  |
| Marja Vis               | schaatsen   | 5000 meter                        | debutant  |
| Marcel Welten           | bobsleeën   | tweemansbob viermansbob           | debutant  |
| Erben Wennemars         | schaatsen   | 500 meter 1000 meter              | 2e Spelen |
| Marieke Wijsman         | schaatsen   | 500 meter 1000 meter              | 2e Spelen |